# Зарубин, Иван Иванович (лингвист)
Ива́н Ива́нович Зару́бин (27 сентября (9 октября) 1887, Санкт-Петербург, Российская империя — 3 февраля 1964, Ленинград, РСФСР, СССР) — российский и советский учёный-востоковед, иранист, таджиковед и памировед, доктор филологических наук, профессор. Известен как основоположник научного таджиковедения и памироведения в СССР.

## Биография
Родился в 1887 году в Санкт-Петербурге, в семье врача. В 1907 году поступил в Императорский Санкт-Петербургский университет, где одновременно занимался на юридическом и историко-филологическом (дальневосточное отделение) факультетах. В 1910 году был арестован за участие в студенческих выступлениях и исключён из университета. Сдал экзамены экстерном за университетский курс на юридическом факультете Харьковского университета. Как лингвист и этнограф получил подготовку под руководством академиков Льва Яковлевича Штернберга, Василия Васильевича Радлова, Карла Германовича Залемана.
С 1900 года[уточнить] работал научным сотрудником, а с 1918 года заведующим отделом мусульманских народов Средней Азии музея антропологии и этнографии Института этнографии АН СССР.
Летом 1914 года совершил свою первую научную экспедицию на Памир (совместно с французским иранистом Робером Готьо). В той экспедиции исследователи работали в основном в районах распространения бартангских и рушанских диалектов. Большая часть Памирской коллекции Кунсткамеры добыта именно Иваном Зарубиным в ходе экспедиции 1914 года.
26 июня 1917 года Туркестанский Комитет назначил И. И. Зарубина первым гражданским комиссаром Памирского района и председателем районного комитета. Не все отнеслись к этому назначению одобрительно, в частности Шахдаринский волостной управитель Азиз-хан не принял нового комиссара. Но 29 октября 1917 года И. И. Зарубин провёл заседание комиссии, на котором было решено выслать Азиз-хана в Сары-кол, под надзор начальника Ташкурганского поста. 5 декабря 1917 года Зарубин сдал дела комиссариата Временного правительства представителям новой власти.
С 1938 года доктор филологических наук (без защиты), с того же года профессор. До 1964 года научный сотрудник ЛО Института языкознания АН СССР. Преподаватель ЛИФЛИ и ЛГУ. Был начальником Отдела Ближнего Востока и Центральной Азии Ленинградской Кунсткамеры.
Иван Иванович Зарубин является автором работ по малоизученным в то время памирским языкам, а также по белуджскому языку. Работы Ивана Зарубина по таджикскому языку явились той основой, на которой в дальнейшем формировалось советское и современное научное таджиковедение.
Иван Зарубин был востоковедом, стоявшим во главе целого научного направления в СССР, которое занималось сбором и научной обработкой лингвистических и этнографических материалов по живым иранским языкам, распространённым на территории Российской империи, а позднее — СССР. Результатом деятельности Ивана Ивановича Зарубина и его учеников явились публикации текстов, словарей и грамматических описаний таких иранских языков, которые до этого в некоторых случаях были известны исследователям только в виде небольшого списка слов. Большинство иранистов, занимавшихся в СССР начиная с 1920-х годов и занимающихся в настоящее время живыми иранскими языками, являются учениками Ивана Зарубина или учениками его учеников.

## Экспедиции Зарубина
- 1914 год — Памир. Совместно с французским иранистом Робером Готьо (1876—1916) (организована французским и Русским комитетами для изучения Средней и Восточной Азии); исследователи работали в основном в районах распространения бартангских и рушанских диалектов.
- 1915—1916 годы — Памир. Иван Зарубин один в течение полутора лет побывал во всех важнейших очагах расселения ираноязычных народностей Памира; в той или иной степени были обследованы все памирские языки.
- 1918—1919 годы — Туркмения.
- 1926 год — Средняя Азия. Экспедиция в составе 6 человек, руководитель Иван Зарубин (под эгидой АН СССР). Обследованы горные районы верховьев Зарафшана, а также города Самарканд, Пенджикент, Ура-Тюбе и Ташкент.
- 1927 год — Экспедиция в долину реки Зарафшан для обследования таджикских говоров.
- 1928—1929 годы — Поездки Ивана Зарубина в Туркмению в составе Среднеазиатской этнографической экспедиции для исследования белуджского языка. В экспедицию входили Эдит Густавовна Гафферберг, Дмитрий Демьянович Букинич.
- 1948—1949 годы — Диалектологическая экспедиция Института истории, языка и литературы Таджикского филиала АН СССР в Куляб под руководством Ивана Зарубина и Валентины Соколовой, в которую входили Розалия Неменова, Юлия Богорад и Валентина Яблонская.